# Західна Шельда
51°22′15″ пн. ш. 3°51′57″ сх. д. / 51.37092° пн. ш. 3.86581° сх. д.
Західна Шельда — естуарій річки Шельда, розташований на південному заході Нідерландів, у провінції Зеландія. Раніше у Шельди було кілька естуарієв (найбільшим був Східна Шельда), але вони були відрізані, і єдиним прямим шляхом в Північне море залишилася Західна Шельда. Естуарій є найважливішим судноплавним шляхом для порту Антверпена (Бельгія), тому на відміну від інших рукавів він не був закритий в рамках проекту «Дельта», замість цього його берега були посилені дамбами.
У східній частині естуарія проходить Шельда-Рейн-канал, трохи західніше є канал до Східної Шельди, а в центральній частині до естуарію з півдня підходить канал Гент — Тернезен. Біля міста Вліссінген, розташованого майже біля впадіння в море, на північ відходить Канал через Валхерен, який проходить через столицю провінції місто Мідделбург і закінчується у Вергата.
На дні Західної Шельди лежить безліч затонулих кораблів. За угодою між нідерландським і бельгійським урядами, укладеному в 1995 році, багато хто з цих кораблетрощ було прибрано для поліпшення умов судноплавства. Протягом 2003 року було прибрано 38 останків, причому найбільшим був 131-метровий корабель «Alan A. Dale».
У березні 2003 року під Західною Шельдою було відкрито Західно-Шельдський тунель завдовжки 6,6 км (найдовший тунель в Нідерландах). Тунель сполучає міста Еллеваутсдейк на Південному Бевеланді і Тернезен в окрузі Зеландська Фландрія. Тунель доступний для автомобілів і мотоциклів. Для пішоходів і велосипедистів у західній частині естуарія, між Фліссінгеном і Брескенс діє паром. Діюча до цього часу поромна переправа у східній частині Західної Шельди (між Перкполдером і Крейнінгеном) більш не діє.